# Mitsubishi Pajero Sport
Mitsubishi Pajero Sport là một loại xe SUV cỡ trung do Công ty ô tô Mitsubishi sản xuất.

## Thế hệ thứ nhất (1996)
Lần đầu được sản xuất tại Nhật Bản vào năm 1996 và xuất khẩu năm 1997, xe có các tên gọi khác nhau tùy theo thị trường phân phối như Pajero Sport ở châu Âu, Montero Sport ở Bắc Mỹ và Nam Mỹ, Nativa ở một số khu vực Trung Mỹ và Trung Đông, Shogun Sport ở Vương Quốc Anh, Strada G-Wagon ở Thái Lan, còn lại là Challenger.
Chiếc Pajero Sport thế hệ đầu tiên được xây dựng trên nền tảng khung gầm của Pajero thế hệ thứ hai và lấy cảm hứng dựa theo chiếc Triton cùng thời. 
Cũng giống như Pajero, thế hệ đầu tiên của Pajero Sport có hệ thống treo trước độc lập kèm thanh xoắn kết hợp với cầu cứng ở phía sau. Ngoài nhiều lần thay đổi ngoại hình qua các năm, xe đã chuyển hệ thống treo sau từ loại lá nhíp sang lò xo xoắn vào cuối năm 2000.
Khi Pajero Sport trở nên phổ biến thì Mitsubishi đã cho xe lắp ráp tại các nhà máy ở nước ngoài để xuất khẩu như tại Trung Quốc từ năm 2003  và Brasil từ 2006. Chiếc xe sau cùng được dừng bán tại Nhật Bản từ năm 2003, tại Hoa Kì năm 2004  và tại Canada, Trung Âu và Tây Âu vào năm 2008.
- 1998–2000 Mitsubishi Challenger (Australia)
- MY2001–2004 Mitsubishi Montero Sport (US)

## Thế hệ thứ hai (2008)
Thế hệ thứ hai của Pajero Sport được xây dựng dựa trên khung gầm của Mitsubishi Triton và được lần lượt giới thiệu tại một số thị trường (Nga, Đông Nam Á, Trung Đông, Mỹ Latinh, Châu Phi và Châu Đại Dương) vào mùa thu năm 2008 sau khi ra mắt công chúng lần đầu tại Triển lãm ô tô quốc tế Matxcova. Giống như thế hệ thứ nhất, thế hệ thứ hai của Pajero Sport cũng có bản 5 và 7 ghế với 4 lựa chọn về động cơ. Thế hệ này của xe được tập trung sản xuất ở Thái Lan cùng với chiếc Triton để xuất khẩu đi khắp thế giới.
Ở Việt Nam, Pajero Sport được sản xuất, lắp ráp tại nhà máy tại tỉnh Bình Dương của Công ty TNHH liên doanh sản xuất ô tô Ngôi Sao (VINASTAR), một liên doanh của Công ty ô tô Mitsubishi. Ngày 29/08/2011, Pajero Sport chính thức được VINASTAR giới thiệu tại thị trường Việt Nam sau lần ra mắt công chúng tại Triển lãm Ô tô Việt Nam 2010 vào mùa thu năm 2010 tại Hà Nội.

## Sản lượng hàng năm
| Năm  | Sản lượng | Sản lượng |
| Năm  | Nhật Bản  | Brazil    |
| ---- | --------- | --------- |
| 1996 | 35,561    | -         |
| 1997 | 51,594    | -         |
| 1998 | 71,562    | -         |
| 1999 | 95,914    | -         |
| 2000 | 92,475    | -         |
| 2001 | 78,337    | -         |
| 2002 | 69,001    | -         |
| 2003 | 34,258    | -         |
| 2004 | 30,515    | -         |
| 2005 | 23,773    | 600       |
| 2006 | 17,455    | 5,370     |
| 2007 | 19,349    | 6,120     |

(Sources: Facts & Figures 2000 Lưu trữ ngày 22 tháng 10 năm 2006 tại Wayback Machine, Facts & Figures 2005 Lưu trữ ngày 5 tháng 3 năm 2007 tại Wayback Machine, Facts & Figures 2008 Lưu trữ ngày 20 tháng 3 năm 2009 tại Wayback Machine, Mitsubishi Motors website)